# Linea di Jacks

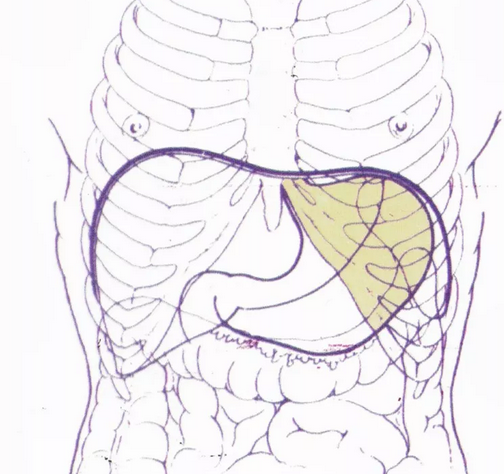
Proiezione della cupola diaframmatica

La linea di Jacks è una linea che rappresenta la proiezione anatomica del margine superiore del fegato, nell'ipocondrio destro ed epigastrio. Coincide con la regione in cui la cupola diaframmatica poggia sul fegato. 

## Descrizione
La linea ha origine al centro della linea vertebrale della schiena, dall'apofisi spinosa della IX vertebra toracica, procede verso il fianco destro risalendo fino al IV spazio intercostale in corrispondenza della linea ascellare media, proseguendo in direzione sinistra, poco al di sotto del piano orizzontale, terminando nel V spazio intercostale sinistro, sulla linea emiclaveare sinistra.